# Nikos Chalas
Nikos Chalas (in greco Νίκος Χάλας?; 1938 – luglio 2021) è stato un cestista greco.

## Carriera
Con la Grecia ha disputato i Campionati europei del 1961.